# قسم الطبيب البيطري

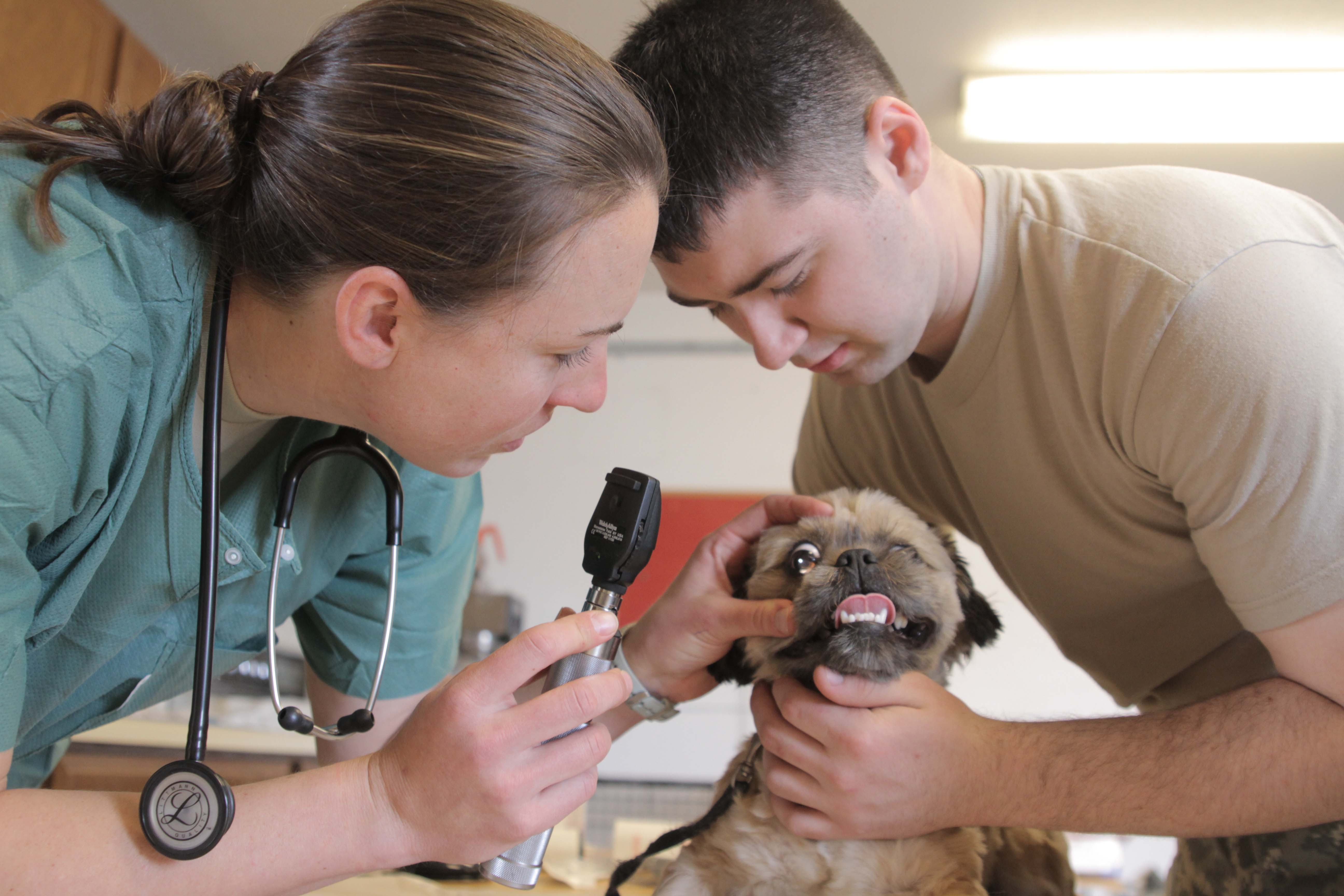

قسم الطبيب البيطري (بالإنجليزية: Veterinarian's Oath)‏ هو القسم الذي يؤديه البيطري من أجل الإخلاص في عمله والسهر على صحة الحيوانات وما يرتبط بذلك من صحة الإنسان والصحة العامة ويختلف القسم من بلاد لأخرى:
- الولايات المتحدة

اعتمد من قبل مجلس الجمعية الأمريكية للطب البيطري في جويلية 1969 وعدل من قبل مجلسه التنفيذي في نوفمبر 1999 وديسمبر 2010.
- كندا

القسم البيطري الذي يعمل به الأطباء البيطريين الكنديين إعتمد من قبل الجمعية الكندية للطب البيطري في عام 2004، وبه بعض الاختلافات الطفيفة عن قسم الجمعية الأمريكية للطب البيطري ويقرأ على النحو التالي:
- الجزائر

جاء في المادة 4 من القانون الساسي الخاص بالبيطريين والصادر في الجريدة الرسمية للجمورية الجزائرية الديمقراطية الشعبية عام 2010: يؤدي الموظفون المنتمون إلى سلك المفتشين البيطريين المفوضين، قبل الشروع في الوظيفة أمام محكمة إقامتهم الإدارية اليمين الآتية: